# قائمة زملاء الجمعية الملكية المنتخبين في 1977
هذه الصفحة تعرض قائمة زملاء الجمعية الملكية المُنتخبين لعام 1977.

## الزملاء
- Bas Pease [الإنجليزية]‏
- Alexander Lamb Cullen [الإنجليزية]‏
- جون ماينارد سميث
- John Robert Ringrose [الإنجليزية]‏
- Alan Arthur Wells [الإنجليزية]‏
- Bruce Bilby [الإنجليزية]‏
- Frank Pasquill [الإنجليزية]‏
- جيفري غولدستون
- Peter Orlebar Bishop [الإنجليزية]‏
- Peter Gray (chemist) [الإنجليزية]‏
- Setsuro Ebashi [الإنجليزية]‏
- Alfred Spinks [الإنجليزية]‏
- سيريل دومب
- John Philip Cooper [الإنجليزية]‏
- جون بوستجيت [الإنجليزية]‏
- Peter Duncumb [الإنجليزية]‏
- Peter Chadwick (mathematician) [الإنجليزية]‏
- ليون ميستل
- Donald Thomas Anderson [الإنجليزية]‏